# Angry Birds Stella
Angry Birds Stella được biết đến với tên là Angry Birds Slingshot Stella, là một trong những game nằm trong bộ sưu tập spin-off của Angry Birds Stella, sử dụng cách chơi bắn chim truyền thống bằng súng cao su. Game được miễn phí trên Android, iOS, Windows Phone và phát hành vào ngày 4 tháng 9 năm 2014.

## Levels và episode
Hiện đã phát hành 2 episode với 120 levels, đó là: Branch Out (60 levels) và Beach Day (60 levels)

### New Pigs on the Block
Đây là một tập đặc biệt, bạn chỉ có thể mở khóa từ levels 18. Trong lúc những chú chim đang sập đổ công trình của lợn thì bất ngờ lũ lợn đã lấy hết đồ ở nhà cây, và buộc những chú chim phải đứng ra chiến đấu. Episode này có 14 con lợn mới được phép mở khóa khi lên cấp bằng cách đạt 3 sao các New Pigs on the Block levels. Đặc biệt, sau mỗi levels bạn được phép quay thưởng. Vòng quay này có giải thưởng là 5 xu, 15 xu hoặc là sản phẩm của những chú chim mà lợn đã đánh cắp. Và nếu bạn quay cùng giải đó 3 - 5 lần thì bạn sẽ được lên cấp nhanh hoặc tăng 5% số xu trong vòng quay thưởng....

### Ngừng cập nhật
Một nguồn tin từ Twitter rằng từ 15/7/2015, Rovio chính thức ngừng thực hiện mọi bản cập nhật của game.

## Hướng dẫn chơi
Game sử dụng cách chơi bắn chim bằng súng cao su (bắn ná truyền thống)

### Đơn vị tiền tệ
Đơn vị tiền tệ trong game là xu. Xu được dùng để mua chú chim cần thiết mà levels đó không có chú chim cần cho bạn chiến thắng.

### Những chú chim
| STT | Nhân vật | Tính năng                      | Giá tiền | Mở khóa   | Ghi chú |
| --- | -------- | ------------------------------ | -------- | --------- | ------- |
| 1   | Stella   |                                | 80 xu    | Levels 1  |         |
| 2   | Poppy    | Xuyên thủng công trình của lợn | 80 xu    | Levels 12 |         |
| 3   | Luca     | Hét to đến vỡ kính             | 40 xu    | Levels 23 |         |
| 4   | Willow   | Xoay theo hướng đã chọn        | 60 xu    | Levels 37 |         |
| 5   | Dalhia   | Phóng vọt khỏi công trình      | 60 xu    | Levels 46 |         |

### Power-Ups khác

#### Hammer
Sử dụng búa để đập một phần công trình hoặc làm náo loạn bằng cách chạm làm công trình mất thăng bằng và rơi xuống. Đây được coi là năng lượng giúp bạn hoàn thành một cách nhanh nhất. Giá của nó tùy thuộc vào số lợn đã bị giết và nếu đủ lợn yêu cầu thì bạn sẽ được sử dụng miễn phí hoặc xem video.